# Toronto FC 2022
In questa pagina sono raccolte le informazioni sulle competizioni ufficiali disputate dal Toronto FC nella stagione 2022.

## Stagione
La prima parte di stagione dei Reds è altalenante; difatti il percorso in campionato nelle prime venti giornate è negativo avendo vinto solo sei delle venti partite giocate. Un discorso diverso può essere fatto nel percorso di coppa: infatti, la squadra conquista l'edizione 2020 del Canadian Championship battendo in finale il Forge e nell’edizione della stagione 2022 raggiunge la finale dopo aver sconfitto in semifinale i rivali del CF Montréal. Per tentare di risollevare la squadra dalle zone di bassa classifica, la società effettua, tra giugno e luglio, degli innesti importanti nella rosa attingendo dal campionato italiano; difatti vengono acquistati Domenico Criscito dal Genoa, Lorenzo Insigne dal Napoli e Federico Bernardeschi, rimasto svincolato dopo l’esperienza alla Juventus.

## Maglie e sponsor
Il fornitore tecnico, come per tutte le squadre della MLS, è l'Adidas.
| Casa | Trasferta |

## Organigramma societario

### Staff tecnico
Di seguito lo staff tecnico del Toronto FC aggiornato al 15 luglio 2022.
- Jordan Custoreri - Team Manager
- Jason Hernandez - General Manager
- Bob Bradley - Allenatore
- Paul Stalteri - Vice allenatore
- Mike Sorber - Vice allenatore e Direttore tecnico
- Jon Conway - Allenatore dei portieri

## Rosa
Di seguito la rosa del Toronto FC aggiornata al 15 luglio 2022.
| N. |                              | Ruolo | Calciatore                 |
| -- | ---------------------------- | ----- | -------------------------- |
| 1  | Trinidad e Tobago (bandiera) | P     | Greg Ranjitsingh           |
| 3  | Messico (bandiera)           | C     | Carlos Salcedo             |
| 4  | Stati Uniti (bandiera)       | C     | Michael Bradley (capitano) |
| 5  | Canada (bandiera)            | D     | Lukas MacNaughton          |
| 7  | Canada (bandiera)            | C     | Jahkeele Marshall-Rutty    |
| 8  | Canada (bandiera)            | C     | Mark-Anthony Kaye          |
| 8  | Canada (bandiera)            | C     | Ralph Priso                |
| 9  | Spagna (bandiera)            | A     | Jesús Jiménez Núñez        |
| 10 | Spagna (bandiera)            | A     | Alejandro Pozuelo          |
| 10 | Italia (bandiera)            | A     | Federico Bernardeschi      |
| 11 | Stati Uniti (bandiera)       | P     | Jayden Nelson              |
| 12 | Canada (bandiera)            | D     | Kadin Chung                |
| 14 | Canada (bandiera)            | D     | Noble Okello               |
| 15 | Canada (bandiera)            | D     | Doneil Henry               |
| 16 | Stati Uniti (bandiera)       | P     | Quentin Westberg           |

| N. |                         | Ruolo | Calciatore         |
| -- | ----------------------- | ----- | ------------------ |
| 20 | Stati Uniti (bandiera)  | A     | Ayo Akinola        |
| 21 | Canada (bandiera)       | C     | Jonathan Osorio    |
| 22 | Stati Uniti (bandiera)  | D     | Jacob Shaffelburg  |
| 23 | RD del Congo (bandiera) | D     | Chris Mavinga      |
| 24 | Italia (bandiera)       | A     | Lorenzo Insigne    |
| 25 | Stati Uniti (bandiera)  | P     | Alex Bono          |
| 27 | Stati Uniti (bandiera)  | D     | Shane O'Neill      |
| 29 | Canada (bandiera)       | C     | Deandre Kerr       |
| 38 | Canada (bandiera)       | D     | Luca Petrasso      |
| 44 | Italia (bandiera)       | D     | Domenico Criscito  |
| 47 | Canada (bandiera)       | C     | Kosi Thompson      |
| 77 | Canada (bandiera)       | A     | Jordan Perruzza    |
| 80 | Stati Uniti (bandiera)  | A     | Paul Rothrock      |
| 81 | Canada (bandiera)       | D     | Themi Antonoglou   |
| 99 | Nigeria (bandiera)      | A     | Ifunanyachi Achara |

## Calciomercato

### Sessione invernale
| Acquisti | Acquisti            | Acquisti         | Acquisti      |
| R.       | Nome                | da               | Modalità      |
| -------- | ------------------- | ---------------- | ------------- |
| P        | Greg Ranjitsingh    |                  | definitivo    |
| D        | Lukas MacNaughton   | Pacific          | definitivo    |
| D        | Carlos Salcedo      | Tigres UANL      | definitivo    |
| D        | Shane O'Neill       | Seattle Sounders | definitivo    |
| D        | Kadin Chung         | Pacific          | definitivo    |
| D        | Luca Petrasso       | Toronto FC II    | definitivo    |
| C        | Liam Fraser         | Columbus Crew    | fine prestito |
| A        | Jesús Jiménez Núñez | Górnik Zabrze    | definitivo    |
| A        | Deandre Kerr        | Syracuse         | draft         |

| Cessioni | Cessioni         | Cessioni          | Cessioni   |
| R.       | Nome             | a                 | Modalità   |
| -------- | ---------------- | ----------------- | ---------- |
| D        | Richie Laryea    | Nottingham Forest | definitivo |
| D        | Marco Delgado    | LA Galaxy         | definitivo |
| A        | Omar Gonzalez    | N.E. Revolution   | definitivo |
| A        | Eriq Zavaleta    | LA Galaxy         | definitivo |
| C        | Liam Fraser      | Deinze            | definitivo |
| A        | Dom Dwyer        | FC Dallas         | definitivo |
| A        | Yeferson Soteldo | Tigres UANL       | definitivo |
| A        | Jozy Altidore    | N.E. Revolution   | definitivo |
| A        | Tsubasa Endō     | Melbourne City    | definitivo |

### A stagione in corso
| Acquisti | Acquisti              | Acquisti        | Acquisti   |
| R.       | Nome                  | da              | Modalità   |
| -------- | --------------------- | --------------- | ---------- |
| D        | Domenico Criscito     | Genoa           | definitivo |
| D        | Doneil Henry          | Los Angeles FC  | definitivo |
| C        | Mark-Anthony Kaye     | Colorado Rapids | definitivo |
| A        | Federico Bernardeschi |                 | svincolato |
| A        | Lorenzo Insigne       | Napoli          | definitivo |

| Cessioni | Cessioni          | Cessioni        | Cessioni   |
| R.       | Nome              | a               | Modalità   |
| -------- | ----------------- | --------------- | ---------- |
| D        | Carlos Salcedo    | Juárez          | definitivo |
| D        | Kemar Lawrence    | Minnesota Utd   | definitivo |
| D        | Auro              | Santos          | prestito   |
| C        | Ralph Priso       | Colorado Rapids | definitivo |
| A        | Alejandro Pozuelo | Inter Miami     | definitivo |

## Risultati

### Canadian Championship
| Arbitro: | J. Marquez |

|            |           |                                 |
| Salter 69’ | Marcatori | 55’ Perruzza 86’ (aut.) Schaale |

| Arbitro: | Y. Rudolf |

|                                          |           |  |
| Akinola 40’, 54’ Jiménez 75’ Pozuelo 78’ | Marcatori |  |

| Arbitro: | P. Lauziere |

|                                            |                      |                                       |
| White 15’                                  | Marcatori            | 75’ MacNaughton                       |
| Gauld White Gressel Cubas Tristan Blackmon | Tiri di rigore 5 – 3 | Criscito Perruzza Osorio Bernardeschi |

## Statistiche

### Statistiche di squadra
| Competizione          | Punti | In casa | In casa | In casa | In casa | In casa | In casa | In trasferta | In trasferta | In trasferta | In trasferta | In trasferta | In trasferta | Totale | Totale | Totale | Totale | Totale | Totale | DR |
| Competizione          | Punti | G       | V       | N       | P       | Gf      | Gs      | G            | V            | N            | P            | Gf           | Gs           | G      | V      | N      | P      | Gf     | Gs     | DR |
| --------------------- | ----- | ------- | ------- | ------- | ------- | ------- | ------- | ------------ | ------------ | ------------ | ------------ | ------------ | ------------ | ------ | ------ | ------ | ------ | ------ | ------ | -- |
| MLS                   | 22    | 12      | 6       | 1       | 5       | 20      | 19      | 10           | 0            | 3            | 7            | 10           | 20           | 22     | 6      | 4      | 12     | 30     | 39     | -9 |
| Canadian Championship | -     | 1       | 1       | 0       | 0       | 4       | 0       | 2            | 1            | 1            | 0            | 3            | 2            | 3      | 2      | 1      | 0      | 7      | 2      | +5 |
| Totale                | -     | 13      | 7       | 1       | 5       | 24      | 19      | 12           | 1            | 4            | 7            | 13           | 22           | 25     | 8      | 5      | 12     | 37     | 41     | -4 |

### Andamento in campionato
| Giornata  | 1 | 2 | 3 | 4 | 5 | 6 | 7 | 8 | 9 | 10 | 11 | 12 | 13 | 14 | 15 | 16 | 17 | 18 | 19 | 20 | 21 | 22 | 23 | 24 | 25 | 26 | 27 | 28 | 29 | 30 | 31 | 32 | 33 | 34 |
| --------- | - | - | - | - | - | - | - | - | - | -- | -- | -- | -- | -- | -- | -- | -- | -- | -- | -- | -- | -- | -- | -- | -- | -- | -- | -- | -- | -- | -- | -- | -- | -- |
| Luogo     | T | C | T | C | C | T | C | T | C | T  | T  | C  | T  | C  | T  | C  | C  | C  | C  | T  | C  | T  | C  | T  | C  | C  | T  | C  | T  | C  | T  | C  | T  | C  |
| Risultato | N | P | P | V | V | N | V | P | P | P  | P  | P  | N  | V  | P  | V  | P  | P  | N  | P  | P  | V  |    |    |    |    |    |    |    |    |    |    |    |    |
| Posizione |   |   |   |   |   |   |   |   |   |    |    |    |    |    |    |    |    |    | 27 | 27 | 27 | 27 |    |    |    |    |    |    |    |    |    |    |    |    |

Legenda:

Luogo: C = Casa; T = Trasferta. Risultato: V = Vittoria; N = Pareggio; P = Sconfitta.